# 프레스턴 포스터

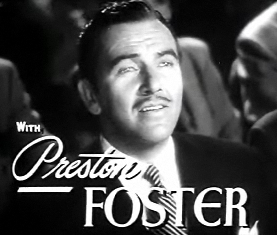

프레스턴 포스터(Preston Foster, 1900년 8월 24일 ~ 1970년 7월 14일)는 미국의 배우, 연극 배우, 텔레비전 배우, 장교, 영화배우이다.
라호이아에서 사망하였다. 캘리포니아주에 매장되었다.

## 영화
- 추바스코 (1968년)
- 법과 질서 (1953년)
- 아이, 더 주어리 (1953년)
- 더 빅 나이트 (1951년)
- 하비 걸 (1946년)
- 썬더헤드 - 프릭카의 아들 (1945년)
- 밸리 오브 디씨전 (1945년)
- 애보트와 코스텔로 (1945년) - 본인 역
- 마이 프렌드 프릭카 (1943년)
- 과달카날 다이어리 (1943년)
- 언피니쉬드 비즈니스 (1941년)
- 북서 기마 순찰대 (1940년)
- 제로니모 (1939년)
- 서브마린 패트롤 (1938년)
- 바다의 거인 (1937년)
- 프라우 앤 더 스타 (1936년)
- 밀고자 (1935년)
- 폼페이 최후의 날 (1935년)
- 히트 라이트닝 (1934년) - 조지 역
- 엘머, 더 그레이트 (1933년) - 데이브 워커 역
- 투 세컨드 (1932년) - 버드 클락 역
- 나는 탈옥수 (1932년)